# Polioptila californica
Lo zanzariere della California (Polioptila californica Brewster, 1881)  è un uccello passeriforme della famiglia Polioptilidae.

## Distribuzione e habitat
Vive nella fitta chaparral di salvia, tipica della California.

## Descrizione
Gli adulti misurano 10.8 cm di lunghezza. Questa specie è stata recentemente separata dal simile zanzariere codanera dei deserti del Sonora e del Chihuahua.
Il maschio è completamente grigio scuro, distinguibile solo dalla corona nera e da un sottile becco nero. Ha una lunga coda, nera e sottile, con strette punte bianche e bordi sulla parte inferiore delle penne. La femmina è simile al maschio, ma ha la corona blu-grigia invece che nera.

## Comportamento
Nel suo areale che parte dalla California del sud e si estende verso meridione sino alla Bassa California e Bassa California del Sud, questa specie stanziale poco visibile è spesso osservato mentre si sposta velocemente nel sottobosco, o ne è sentito il canto, che assomiglia al miagolio di un gattino.
La sua dieta è a base di insetti e ragni.

## Stato di conservazione
Nella parte settentrionale del suo areale (California del sud) questa specie è stata catalogata come minacciata dall'"United States Fish and Wildlife Service" nel 1993 a causa dell'aumento dell'attività umana nel suo habitat (la perdita di habitat potenziale negli Stati Uniti nel 1991 è stimata tra il 70 e il 90 percento). Questa specie è particolarmente vulnerabile per via della sua piccola popolazione che nel suo habitat limitato spesso vive nei principali terreni utili per l'edificazione edilizia o industriale. 
Benché alcuni dei suoi habitat siano stati salvati dai parchi statali e dalle foreste nazionali, la sua popolazione è stata gravemente frammentata. Ci sono comunque degli sforzi per preservare spazi aperti nella California del sud per assicurare che questa specie non scompaia dal suo habitat originario.
Lo zanzariere della California è una specie fondamentale in molti piani regionali per la conservazione degli habitat.